# Setonorejo
Setonorejo is een bestuurslaag in het regentschap Kediri van de provincie Oost-Java, Indonesië. Setonorejo telt 2976 inwoners (volkstelling 2010).